# Howaia mogera
Howaia mogera (лат.) — вид пауков рода Howaia из семейства Пауки-нестициды. До 2023 года рассматривался в составе Nesticella (Nesticidae).

## Этимология
Название происходит от mogura (土竜(もぐら) — японского слова, обозначающего крота, так как впервые вид был найден в Японии в норах кротов (Yaginuma 1970).

## Распространение
Встречается в восточной Азии (Китай, Корея, Япония) и интродуцирован на Остров Святой Елены, в Европу, Азербайджан, острова Тихого океана (на Фиджи, Гавайи), вероятно, занесён человеком. В 2009 году найден в Германии.

## Описание
Мелкие пауки, общая длина около 2 мм (самцы 1,89—2,02 мм, самки 2,08—2,88 мм). Основная окраска желтоватая. Этот вид сходен с H. alba и H. subterranea, от которых его можно отличить по наличию пигментации и хорошо развитых глаз (против пигментации и глаз, отсутствующих у обоих других видов). Самцов H. mogera также можно отличить от самцов H. alba по более тонкому парацимбию (P) и более квадратному и приземистому дистальному отростку парацимбия (Di) (против более широкого P и более длинного и слегка заостренного Di у H. alba). Самки H. mogera отличаются от самок H. alba и H. subterranea формой скапуса гениталий (Scapus, Sc), прямоугольного и с плоским задним краем (против более приземистого и крупного Sc у H. alba или более длинного и дистально расширенного Sc у H. subterranea, оба имеют округлый задний край). Самцы H. mogera отличаются от самцов других видов, входящих в группу mogera, за исключением H. rongtangensis, очень тонким вентральным апофизом и более тупым дистальным отростком парацимбиума. Самки отличаются хорошо развитым, выступающим вперед скапусом гениталий (Scapus, Sc), который у других видов короче и приземистее. H. mogera отличается от H. rongtangensis по наличию глаз, которые отсутствуют у других видов.
Этот вид обладает широкой экологической толерантностью. В Японии H. mogera встречается в самых разных местах обитания, как естественных, так и искусственных, включая пещеры, шахты, искусственные туннели, норы мелких животных, лесную подстилку, влажные луга, рисовые поля, болота, городские парки, теплицы, покрытые растительностью морские побережья, прибрежную среду и т. д. Howaia mogera обычно строит простые паутины во внешних местообитаниях, под поверхностными камнями, в пустых местах среди листовой подстилки или у основания пучков травы. По-видимому, популяции, обитающие на крупных островах Японии, реже встречаются в пещерах или пещероподобных местообитаниях. Напротив, популяции, обитающие на островах Рюкю, помимо эпигейной среды, чаще встречаются в естественных подземных местообитаниях, обитая как в сумеречных, так и в темных участках пещер и тоннелей.

## Классификация
Вид был впервые описан в 1972 году под названием Nesticus mogera Yaginuma, 1972. До 2023 года входил в состав родов Nesticus или Nesticella.